# Landkreis Altenburg
| Basisdaten                                               | Basisdaten                                                                  |
| -------------------------------------------------------- | --------------------------------------------------------------------------- |
| Bestandszeitraum                                         | 1876–1900 (Verwaltungsbezirk) 1900–1922 (Landratsamt) 1922–1952 (Landkreis) |
| Verwaltungssitz                                          | Altenburg                                                                   |
| Einwohner                                                | 90.207 (1939)                                                               |
| Gemeinden                                                | 174 (1939)                                                                  |
|                                                          |                                                                             |
| Lage des Landkreises Altenburg in Thüringen im Jahr 1922 |                                                                             |

Der Landkreis Altenburg war ein Landkreis im Osten Thüringens. Er wurde am 1. Oktober 1922 gegründet und bestand bis zur Verwaltungsreform von 1952 in der DDR. Vor 1922 existierten bereits der Verwaltungsbezirk Altenburg und das Landratsamt Altenburg.

## Geschichte

### Sachsen-Altenburg
Das Herzogtum Sachsen-Altenburg im Deutschen Kaiserreich bestand aus zwei getrennten Landesteilen, dem Westkreis um Kahla, Roda und Eisenberg sowie dem Ostkreis um Altenburg, Schmölln und Ronneburg. 1876 wurden im Ostkreis die beiden Verwaltungsbezirke Altenburg und Schmölln eingerichtet. 1881 wurde der Verwaltungsbezirk Schmölln wieder aufgelöst und sein Gebiet in den Verwaltungsbezirk Altenburg eingegliedert, der im Jahre 1900 eine Fläche von 657 km² umfasste und 138.561 Einwohner besaß.
Bei einer Neugliederung des Staatsgebietes zum 1. April 1900 wurde die Stadt Altenburg kreisfrei und die übrigen Gemeinden des Ostkreises auf die beiden Landratsämter Altenburg und Ronneburg aufgeteilt. Das Landratsamt Altenburg mit Sitz in Altenburg umfasste im Jahre 1910 eine Fläche von 360 km² und hatte 61.950 Einwohner in 169 Gemeinden.

### Land Thüringen
1918 wurde aus dem Herzogtum Sachsen-Altenburg der Freistaat Sachsen-Altenburg, der wiederum am 1. Mai 1920 im Land Thüringen aufging. Bei einer umfassenden Gebietsreform wurde zum 1. Oktober 1922 der Landkreis Altenburg gebildet. Er setzte sich zusammen aus dem gesamten Landratsamt Altenburg außer den Gemeinden Drescha, Kauerndorf, Rasephas und Zschernitzsch, die in die Stadt Altenburg eingemeindet wurden, sowie dem östlichen Teil des Landratsamts Ronneburg. Der westliche Teil des Landratsamts Ronneburg mit der Stadt Ronneburg kam zum neuen Landkreis Gera. Sitz des Landkreises Altenburg wurde die kreisfreie Stadt Altenburg.
Die Gemeinde Selka wechselte am 1. Januar 1927 aus dem Landkreis Altenburg in den Landkreis Gera, ebenso die Gemeinde Vollmershain am 1. Oktober 1927. Am 1. April 1928 wurde ein Gebietstausch mit Sachsen durchgeführt. Der Landkreis Altenburg gab seine Gemeinden Neukirchen, Rußdorf, Waldsachsen, Untergötzenthal, Wickersdorf sowie Splitterflächen in Harthau und Gähsnitz an Sachsen ab und erhielt dafür die sächsischen Anteile der Gemeinden Bocka, Frohnsdorf, Heiersdorf, Kauritz und Thonhausen.
Die vier Städte des Landkreises waren Gößnitz, Lucka, Meuselwitz und Schmölln, dazu kamen (Stand 1939) 170 weitere Gemeinden.

### DDR
Am 1. August 1946 wechselte die Gemeinde Selka aus dem Landkreis Gera in den Landkreis Altenburg. Am 1. Juli 1950 verlor Altenburg den Status einer kreisfreien Stadt und wurde Teil des Landkreises. Gleichzeitig wurde die Gemeinde Mumsdorf nordwestlich von Meuselwitz, die eine Exklave im Landkreis Zeitz in Sachsen-Anhalt bildete, in diesen umgegliedert. Im Gegenzug wechselte die Gemeinde Bröckau aus dem Landkreis Zeitz in den Landkreis Altenburg.
Bei der Verwaltungsreform von 1952 in der DDR wurde im Altenburger Land eine neue Kreisgliederung geschaffen:
- Der Nordosten des Kreisgebiets mit den Städten Altenburg und Meuselwitz bildete den Kreis Altenburg.
- Der Südosten des Kreisgebiets mit den Städten Gößnitz und Schmölln bildete, ergänzt um Gemeinden der Landkreise Gera, Zeitz und Zwickau, den neuen Kreis Schmölln.
- Beide Kreise wurden dem Bezirk Leipzig zugeordnet, der ansonsten zum größten Teil aus ehemals sächsischen Gebieten bestand.

Die Gemeinden Gähsnitz und Ziegelheim (mit den Ortsteilen Uhlmannsdorf und Niederarnsdorf) aus dem Landkreis Glauchau kamen außerdem zum Kreis Altenburg hinzu. Im Dezember 1952 wechselten noch nachträglich die Gemeinde Thräna aus dem Kreis Altenburg in den Kreis Borna sowie die Gemeinde Steinbach in den Kreis Geithain. Der heutige Landkreis Altenburger Land hat einen ähnlichen Gebietszuschnitt wie der alte Landkreis Altenburg.

### Einwohnerentwicklung
1925 hatte der Landkreis 95.547 und die Stadt Altenburg 42.570 Einwohner, 1939 waren es 90.753 und 45.849 auf einer Fläche von 486,53 km² im Jahr 1925 und 472,87 km² im Jahr 1939. Die Stadt Altenburg umfasste 17,23 km². 1950 hatte der Landkreis (inklusive der Stadt Altenburg) 158.941 Einwohner.

## Gemeinden

### Stand 1939
Im Jahre 1939 umfasste der Landkreis Altenburg vier Städte und 170 weitere Gemeinden:
| - Altkirchen - Altpoderschau - Beiern - Bocka - Boderitz - Bohra - Borgishain - Bornshain - Brandrübel - Breesen - Bünauroda - Burkersdorf b. Lehndorf - Burkersdorf b. Schmölln - Buscha - Dippelsdorf - Dobitschen - Dobraschütz - Dölzig - Drogen - Ehrenberg - Ehrenhain - Flemmingen - Fockendorf - Frohnsdorf - Garbisdorf - Garbus - Gardschütz - Gerstenberg - Gieba - Gimmel - Gleina - Gödern - Gödissa - Göhren - Goldschau - Göldschen - Göllnitz - Göpfersdorf - Gösdorf - Gößnitz, Stadt - Graicha - Greipzig - Großbraunshain - Großmecka | - Großröda - Großstöbnitz - Großtauschwitz - Hartha - Hartroda - Haselbach - Hauersdorf - Heiersdorf (bei Niederwiera) - Hinteruhlmannsdorf - Jauern - Jückelberg - Kertschütz - Kleinmückern - Kleintauscha - Knau - Kosma - Kostitz - Köthel - Kotteritz - Kraasa - Kreutzen - Kriebitzsch - Kröbern - Kummer - Langenleuba-Niederhain - Lehma - Lehndorf - Lohma-Zschernichen - Löhmigen - Lossen - Lucka, Stadt - Lumpzig - Maltis - Mehna - Merlach - Meucha - Meuselwitz, Stadt - Mockern - Mockzig - Modelwitz - Mohlis - Monstab - Mumsdorf - Münsa | - Naundorf - Neubraunshain - Neuenmörbitz - Neupoderschau - Niederwiera - Nirkendorf - Nobitz - Nödenitzsch - Nörditz - Oberarnsdorf - Oberkossa - Oberleupten - Oberlödla - Obermolbitz - Oberzetzscha - Paditz - Pahna - Pähnitz - Pfarrsdorf - Platschütz - Plottendorf - Podelwitz - Pöhla - Pontewitz - Ponitz - Pöppschen - Posa - Pöschwitz - Prehna - Priefel - Primmelwitz - Prößdorf - Rautenberg - Remsa - Rodameuschel - Röhrsdorf - Rolika - Romschütz - Rositz - Röthenitz - Runsdorf - Saara - Schelchwitz - Schelditz | - Schlauditz - Schloßig - Schmölln, Stadt - Schömbach - Schönhaide - Schwanditz - Selleris - Serbitz - Starkenberg - Steinbach - Stünzhain - Taupadel - Tautenhain - Tegkwitz - Thonhausen - Thräna - Trebanz - Treben - Trebula - Unterlödla - Untermolbitz - Untschen - Waltersdorf - Weißbach - Wettelswalde - Wiesenmühle - Wilchwitz - Wildenbörten - Windischleuba - Wintersdorf - Wolperndorf - Zagkwitz - Zechau-Leesen - Zehma - Zschaiga - Zschaschelwitz - Zschechwitz - Zschöpel - Zschöpperitz - Zumroda - Zürchau - Zweitschen |

### Ehemalige Gemeinden
Bis 1939 verloren die folgenden Gemeinden ihre Selbständigkeit oder schieden aus dem Landkreis aus:
| - Altendorf, 1935 zu Kosma - Breitenhain, 1922 zu Lucka - Drescha, 1922 zu Altenburg - Fichtenhainichen, 1923 zu Rositz - Gorma, 1923 zu Rositz - Gröba, 1923 zu Wintersdorf - Heiersdorf bei Ehrenhain, 1923 zu Ehrenhain - Heiligenleichnam, 1923 zu Lehndorf - Heukendorf, 1923 zu Wintersdorf - Jesenitz, 1922 zu Röhrsdorf - Kauerndorf, 1922 zu Altenburg - Kleinmecka, 1922 zu Großmecka - Kleinröda, 1923 zu Posa - Kraschwitz, 1922 zu Wilchwitz - Krebitschen, 1923 zu Schlauditz - Kürbitz, 1938 zu Kosma - Leesen, 1923 zu Zechau-Leesen - Lehnitzsch, 1923 zu Ehrenberg - Lohma, 1923 zu Lohma-Zschernichen - Löpitz, 1923 zu Burkersdorf - Lutschütz, 1938 zu Gödern | - Neukirchen, 1928 zur Amtshauptmannschaft Glauchau - Niederleupten, 1926 zu Nobitz - Petsa, 1923 zu Zechau-Leesen - Pflichtendorf, 1923 zu Wintersdorf - Poschwitz, 1938 zu Altenburg - Prisselberg, 1922 zu Mockzig - Rasephas, 1922 zu Altenburg - Rußdorf, 1928 zur Amtshauptmannschaft Chemnitz - Schlöpitz, 1938 zu Kosma - Schnauderhainichen, 1922 zu Meuselwitz - Selka, 1927 zum Landkreis Gera - Steinwitz, 1936 zu Lossen - Teuritz, 1922 zu Lucka - Unterzetzscha, 1935 zu Knau - Vollmershain, 1927 zum Landkreis Gera - Waldsachsen, 1928 zur Amtshauptmannschaft Glauchau - Wickersdorf, 1928 zur Amtshauptmannschaft Glauchau - Wiesebach, 1923 zu Frohnsdorf - Zechau, 1923 zu Zechau-Leesen - Zschernichen, 1923 zu Lohma-Zschernichen - Zschernitzsch, 1922 zu Altenburg |